# Могоча (станція)
Могоча (рос. Могоча) — станція місцезнаходження управління Могочинського регіону Забайкальської залізниці Росії, розміщена на дільниці Куенга — Бамівська між станціями Роздольне (відстань — 11 км) і Таптугари (24 км). Відстань до ст. Куенга — 382 км, до ст. Бамівська — 367 км; до транзитного пункту Каримська — 614 км.
Розташована в однойменному місті Забайкальського краю.